# Jenna Hagglund
Jenna Hägglund est une ancienne joueuse de volley-ball américaine née le 28 mai 1989 à New Brunswick (New Jersey). Elle mesure 1,77 m et jouait au poste de passeuse. Elle totalise 35 sélections en équipe des États-Unis.

## Clubs
| Club                  | De        | À         |
| --------------------- | --------- | --------- |
| Huskies de Washington | 2007-2008 | 2009-2010 |
| Post Schwechat        | 2011-2012 | 2011-2012 |
| Nantes Volley         | 2012-2013 | 2012-2013 |
| Rote Raben Vilsbiburg | 2013-2014 | 2013-2014 |
| Impel Wrocław         | 2014-2015 | 2014-2015 |
| Futura Busto Arsizio  | 2015-2016 | …         |

## Palmarès

### Équipe nationale
- Coupe panaméricaine
  - Vainqueur : 2013[3]2015[4]
- Championnat d'Amérique du Nord
  - Vainqueur : 2013.
- World Grand Champions Cup
  - Finaliste : 2013.
- Jeux Panaméricains
  - Vainqueur : 2015.

### Clubs
- Championnat d'Autriche
  - Vainqueur : 2012.
- Coupe d'Allemagne
  - Vainqueur : 2014.
- Championnat d'Allemagne
  - Finaliste : 2014.